# SINGER 3
『SINGER 3』(シンガー・スリー)は演歌歌手、島津亜矢のカバー・アルバム。

## 解説
2010年より発売がなされたカバー・アルバム・シリーズの第3弾となり、前作『SINGER 2』より約2年ぶりの発売となる。
ベスト・アルバム『30周年大全集』との同時発売となる。

## 収録曲
全編曲：田代修二
1. Saving All My Love For You
作詞・作曲：マイケル・マッサー、ジェリー・ゴフィン
ホイットニー・ヒューストンのカバー
2. ダンシング・オールナイト
作詞：水谷啓二
作曲：もんたよしのり
もんた&ブラザーズのカバー
3. 糸
作詞・作曲：中島みゆき
中島みゆきのカバー
4. レイニーブルー
作詞：大木誠
作曲：德永英明
德永英明のカバー
5. Unchained Melody
作詞：ハイ・ザレット
作曲：アレックス・ノース
ライチャス・ブラザーズのカバー
6. TAXI
作詞：岡田ふみ子
作曲：井上大輔
鈴木聖美 with Rats&Starのカバー
7. あなたに逢いたくて〜Missing You〜
作詞：松田聖子
作曲：松田聖子、小倉良
松田聖子のカバー
8. 未来へ
作詞・作曲：玉城千春
Kiroroのカバー
9. 妹
作詞：喜多条忠
作曲：南こうせつ
かぐや姫のカバー
10. 時の過ぎゆくままに
作詞：阿久悠
作曲：大野克夫
沢田研二のカバー
11. 遠くへ行きたい
作詞：永六輔
作曲：中村八大
ジェリー藤尾のカバー
12. ワインレッドの心
作詞：井上陽水
作曲：玉置浩二
安全地帯のカバー
13. 黄昏のビギン
作詞：永六輔
作曲：中村八大
水原弘のカバー
14. 大都会
作詞：田中昌之・山下三智夫・友永ゆかり
作曲：山下三智夫
クリスタルキングのカバー
15. The Rose
作詞・作曲：アマンダ・マクブルーム
ベット・ミドラーのカバー